# Oryctopus bolivari
Oryctopus bolivari är en insektsart som beskrevs av Brunner von Wattenwyl 1888. Oryctopus bolivari ingår i släktet Oryctopus och familjen Stenopelmatidae. Inga underarter finns listade i Catalogue of Life.